# Arnstein Arneberg
Arnstein Rynning Arneberg (6 juli 1882 – 9 juni 1961) was een Noors architect en interieurarchitect. Arneberg wordt gezien als een van de belangrijkste Noorse architecten uit de eerste helft van de twintigste eeuw en leverde in die hoedanigheid belangrijke bijdragen aan het functionalistische stijl in Noorwegen en elders. Tot zijn belangrijkste werken behoren het stadhuis van Oslo, dat hij samen met collega-architect Magnus Paulsson ontwierp, en het interieurontwerp van de VN Veiligheidsraad.

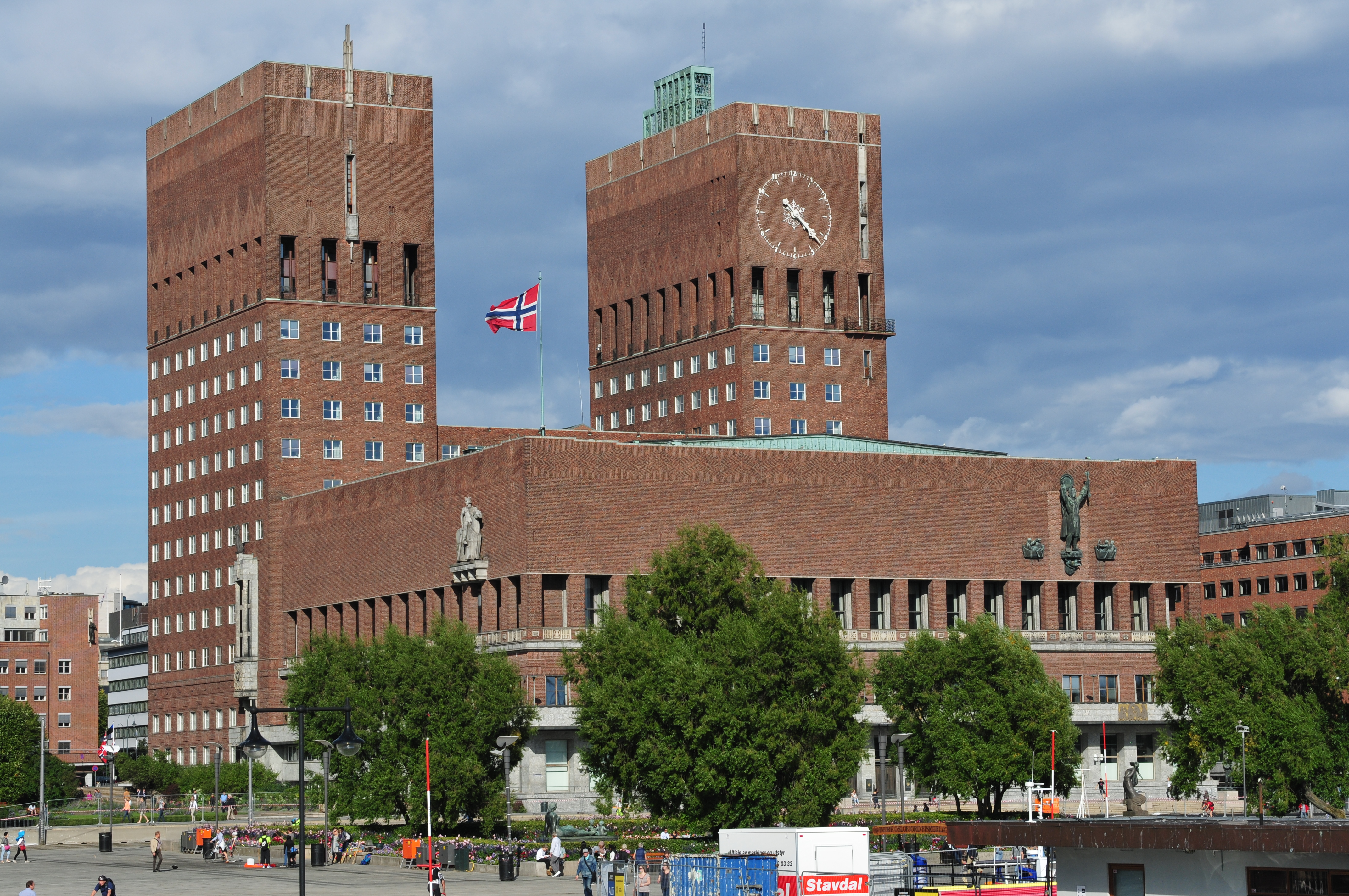
Stadhuis van Oslo

- Bibsys: 99029305
- Gemeinsame Normdatei: 132954389
- International Standard Name Identifier: 0000 0001 1776 737X
- KulturNav: 60a66281-cca1-4a2f-8872-5cf89337c0ff
- Library of Congress Control Number: nr97001282
- Nederlandse Thesaurus van Auteursnamen: 243084307
- RKD-Nederlands Instituut voor Kunstgeschiedenis: 203688
- Système universitaire de documentation: 060342838
- Union List of Artist Names: 500042451
- Virtual International Authority File: 95958104